# Compsoctena montana
Compsoctena montana is een vlinder uit de familie van de Eriocottidae. De wetenschappelijke naam van de soort is voor het eerst geldig gepubliceerd in 1970 door Dierl.